# Benjamín Palencia
Benjamín Palencia (Albacete, 1894 — Madrid 1980) foi um conhecido e influente pintor contemporâneo espanhol que, junto com o escultor Alberto Sánchez Pérez, fundou a Escola de Vallecas.
Quando atingiu os 15 anos, muda-se para Madrid, onde iniciou a sua formação e conheceu pintores como Salvador Dalí, Rafael Alberti, Pancho Cossío e Federico García Lorca. Viajou, posteriormente, para Paris e também para Roma.
Em 1947 ingressou na famosa Real Academia de Belas-Artes de São Fernando, em Madrid, e, anos mais tarde, na Academia de São Jorge, em Barcelona.
Actualmente, a sua impotância e influência são notáveis, encontrando-se algumas das suas obras em museus como o Museu Nacional Centro de Arte Reina Sofia.